# 黑莓派
黑莓派（英語：Blackberry pie）或稱黑莓餡餅，是一種西式餡餅，餡料主要材料通常是黑莓醬或黑莓。在西方，許多的黑莓派都會搭配鮮奶油、冰淇淋、蜂蜜或是糖漿一起食用。黑莓派中的黑莓通常比較酸，所以它需要比藍莓派更多的糖。黑莓在加入內餡之前可以先用滾水加砂糖燉煮減少酸味或是浸泡在水中一段時間，此步驟可以同時減少黑莓本身帶有的酸味並且防止其燒焦，這個問題通常不會發生於製作藍莓派的過程中。